# یواس‌اس یونیون (ای‌کی‌ای-۱۰۶)
یواس‌اس یونیون (ای‌کی‌ای-۱۰۶) (به انگلیسی: USS Union (AKA-106)) یک کشتی بود که طول آن ۴۵۹ فوت ۲ اینچ (۱۳۹٫۹۵ متر) بود. این کشتی در سال ۱۹۴۴ ساخته شد.